# سنة مهجورة
السنن المهجورة  هي الأفعال والأقوال التي قالها النبي ﷺ أو فعلها والتي غفل عن فضلها المسلمون فانتشر تركها بينهم، والسنن المهجورة ليست على منزلة واحدة فهي متفاوتة فبعضها لازم النبي فعلها أو قولها وبعضها لم يلازمه ومما لازمه صلى الله عليه وسلم الصلاة الراتبة وصلاة الوتر
وترك سنة من السنن أمر غير ثابت، مختلف بحسب الزمان، والمكان، وحال الشخص ومنزلته من العلم والدين، وبيئته؛ فعليه أن يكون حكيما في قوله عن فعل أو قول بأنه سنة مهجورة.
.

## أهمية إحياء السنن المهجورة
- يقول الله تعالى في مُحكَم تنزيله: ﴿قُلْ أَطِيعُوا اللَّهَ وَأَطِيعُوا الرَّسُولَ فَإِنْ تَوَلَّوْا فَإِنَّمَا عَلَيْهِ مَا حُمِّلَ وَعَلَيْكُمْ مَا حُمِّلْتُمْ وَإِنْ تُطِيعُوهُ تَهْتَدُوا وَمَا عَلَى الرَّسُولِ إِلَّا الْبَلَاغُ الْمُبِينُ ۝٥٤﴾ [النور: 54]، فطاعة النبي تشمل إحياء سنَّته وهو سبَبُ الهدايةِ كما أشارت الآية الكريمة.

.
- مما يزيد الإيمان هو فعل الأعمال الصالحة فالإيمان يزيد وينقص والأعمال الصالحة تشمل إحياء السنة فبفعلها وتعليمها ونشرها يزيد الإيمان
- استمرار أجر القائم بها أو المعلم لها بعد مماته وفي الحديث قوله ﷺ: «ينقطِعُ عمل المرءِ بعده إلَّا مِن ثلاثٍ: علمٍ علَّمه فعُمِل به بعده، وصدقةٍ مَوقوفة يَجري عليه أجرُها، وولدٍ صالح يَدعو له» وقوله ﷺ: «مَن دلَّ على خيرٍ، فله مثلُ أجرِ فاعله»
- الوصول إلى درجة محبَّة الله تعالى لنا.

## أمثلة على سنن مهجورة
- تحسين الصوت بقراءة القرآن، عن أبي هريرة أن رسول الله قال: (ما أَذِنَ الله لشيء ما أَذِنَ لنبي حسن الصوت يتغنى بالقرآن يجهر به) رواه البخاري (6989) ومسلم (1319).
- الدعاء عند نزول المطر، عن عائشة بنت أبي بكر أنها قالت: إن رسول الله كان إذا رأى المطر قال: (اللهم صيبًا نافعًا) رواه البخاري (1032).
- عدم عيب الطعام، عن أبي هريرة أنه قال: (ما عاب رسول الله طعامًا قط، إن اشتهاه أكله وإلا تركه) رواه البخاري (3563) ومسلم (2064)
- إعلام الرجل أخيه أنه يحبه، عن المقدام بن معدي كرب أن رسول الله قال: (إذا أحب أحدكم أخاه فليُعْلِمه أنه يحبه) رواه أحمد (16303).
- الجلوس عند الشرب، عن أنس بن مالك أنه قال: (أنه نهى -أي: النبي- أن يشرب الرجل قائمًا) رواه مسلم (5275).
- ذكر الله عند دخول المنزل، عن جابر بن عبدالله أن رسول الله قال: (إذا دخل الرجل بيته فذكر الله عند دخوله وعند طعامه قال الشيطان: لا مبيت لكم ولا عشاء. وإذا دخل فلم يذكر الله عند دخوله قال الشيطان: أدركتم المبيت. وإذا لم يذكر الله عند طعامه قال: أدركتم المبيت والعشاء) رواه مسلم (5262).
- التنويع في قراءة دعاء الاستفتاح
- قراءة سورة الاخلاص وسورة الكافرون في بعض السنن: سنة الفجر وسنة المغرب
- الدعاء مباشرة بعد التشهد الاخير قبل السلام حيث انه يعد وقت من اوقات استجابة الدعاء
- القاء السلام قبل مغادرة المجلس: إذا انتهى احدكم إلى المجلس فليسلم
- السنة في التنعل:«إذا تنعل احدكم فليبدا باليمين وإذا نزع فليبدا بالشمال لتكن اليمنى اولهما تنعل واخرهما تنزع» رواه البخاري[3][4]
- عدم عيب الطعام: مَا عَابَ النَّبِيُّ صَلَّى اللهُ عَلَيْهِ وَسَلَّمَ طَعَامًا قَطُّ إِنِ اشْتَهَاهُ أَكَلَهُ وَإِلَّا تَرَكَهُ.
- صلاة ركعتين عند الخروج والدخول في المنزل: ما رواه أبو هريرة-رضي الله عنه- عن النبي- ﷺ- قال: «إذا خرجت من منزلك إلى الصلاة فصل ركعتين يمنعانك مخرج السوء، وإذا دخلت إلى منزلك فصل ركعتين يمنعانك من مدخل السوء».

«إذا دخل أحد المسجد فلا يجلس حتى يركع ركعتين، وإذا دخل أحدكم بيته فلا يجلس حتى يركع ركعتين فإن الله جاعل له من ركعتيه في بيته خيرا» وفي رواية أخرى عن أبي قتادة رضي الله عنه، أن رسول الله صلى الله عليه وسلم قال: (إذا دخل أحدكم المسجد، فليركع ركعتين قبل أن يجلس) متفق عليه.
- رفع اليدين عند القيام إلى الركعة الثالثة بعد التشهد الأول في الصلاة

لما جاء عن ابن عمر - رضي الله عنهما - 
 أخرجه البخاري (739)
السنة رفع اليدين عند الإحرام وعند الركوع وعند الرفع منه وعند القيام إلى الثالثة بعد التشهد الأول لثبوت ذلك عن النبي صلى الله عليه وسلم
- استحباب قضاء الصلاة النافلة (الرواتب) إن فاتت بعذر

وذلك لما رواه البخاري (1233) ومسلم (834) عَنْ أُمِّ سَلَمَةَ رَضِيَ اللَّهُ عَنْهَا أَنَّ النَّبِيَّ صَلَّى اللَّهُ عَلَيْهِ وَسَلَّمَ صَلَّى رَكْعَتَيْنِ بَعْدَ الْعَصْرِ فَسَأَلَتْهُ عَنْهُمَا فَقَالَ: (إِنَّهُ أَتَانِي نَاسٌ مِنْ عَبْدِ الْقَيْسِ فَشَغَلُونِي عَنْ الرَّكْعَتَيْنِ اللَّتَيْنِ بَعْدَ الظُّهْرِ فَهُمَا هَاتَانِ).
.
- يستحب للمصلي أن يفصل بين الفريضة والنافلة بكلام أو انتقال إلى مكان آخر

صحيح مسلم - كتاب الجمعة - باب الصلاة بعد الجمعة 883 - حَدَّثَنَا أَبُو بَكْرِ بْنُ أَبِي شَيْبَةَ، حَدَّثَنَا غُنْدَرٌ، عَنِ ابْنِ جُرَيْجٍ قَالَ: أَخْبَرَنِي عُمَرُ بْنُ عَطَاءِ بْنِ أَبِي الْخُوَارِ، أَنَّ نَافِعَ بْنَ جُبَيْرٍ أَرْسَلَهُ إِلَى السَّائِبِ ابْنِ أُخْتِ نَمِرٍ يَسْأَلُهُ عَنْ شَيْءٍ رَآهُ مِنْهُ مُعَاوِيَةُ فِي الصَّلَاةِ. فَقَالَ: نَعَمْ. صَلَّيْتُ مَعَهُ الْجُمُعَةَ فِي الْمَقْصُورَةِ. فَلَمَّا سَلَّمَ الْإِمَامُ قُمْتُ فِي مَقَامِي. فَصَلَّيْتُ. فَلَمَّا دَخَلَ أَرْسَلَ إِلَيَّ فَقَالَ: لَا تَعُدْ لِمَا فَعَلْتَ. إِذَا صَلَّيْتَ الْجُمُعَةَ فَلَا تَصِلْهَا بِصَلَاةٍ حَتَّى تَكَلَّمَ أَوْ تَخْرُجَ. فَإِنَّ رَسُولَ اللهِ صَلَّى اللهُ عَلَيْهِ وَسَلَّمَ أَمَرَنَا بِذَلِكَ. أَنْ لَا تُوصَلَ صَلَاةٌ بِصَلَاةٍ حَتَّى نَتَكَلَّمَ أَوْ نَخْرُجَ
.
- من الأذكار التي تقال بعد الصلاة، وعند النوم

حَدَّثَنَا يَزِيدُ بْنُ هَارُونَ، أَخْبَرَنَا مِسْعَرٌ، عَنْ مُحَمَّدِ بْنِ عَبْدِ الرَّحْمَنِ، عَنْ طَيْسَلَةَ، عَنِ ابْنِ عُمَرَ، قَالَ: «مَنْ قَالَ دُبُرَ كُلِّ صَلَاةٍ، وَإِذَا أَخَذَ مَضْجَعَهُ: اللَّهُ أَكْبَرُ كَبِيرًا عَدَدَ الشَّفْعِ، وَالْوِتْرِ، وَكَلِمَاتِ اللَّهِ التَّامَّاتِ الطَّيِّبَاتِ الْمُبَارَكَاتِ، ثَلَاثًا، وَلَا إِلَهَ إِلَّا اللَّهُ مِثْلُ ذَلِكَ، كُنَّ لَهُ فِي قَبْرِهِ نُورًا، وَعَلَى الْجِسْرِ نُورًا، وَعَلَى الصِّرَاطِ نُورًا، حَتَّى يُدْخِلْنَهُ الْجَنَّةَ، أَوْ يَدْخُلَ الْجَنَّةَ».
- نفض الفراش قبل النوم (إِذَا أَوَى أَحَدُكُمْ إِلَى فِرَاشِهِ فَلْيَنْفُضْ فِرَاشَهُ بِدَاخِلَةِ إِزَارِهِ، فَإِنَّهُ لَا يَدْرِي مَا خَلَفَهُ عَلَيْهِ، ثُمَّ يَقُولُ: بِاسْمِكَ رَبِّ وَضَعْتُ جَنْبِي، وَبِكَ أَرْفَعُهُ، إِنْ أَمْسَكْتَ نَفْسِي فَارْحَمْهَا، وَإِنْ أَرْسَلْتَهَا فَاحْفَظْهَا بِمَا تَحْفَظُ بِهِ عِبَادَكَ الصَّالِحِينَ).

قال النووي رحمه الله في «شرح مسلم»: «(دَاخِلَة الْإِزَار): طَرَفه، وَمَعْنَاهُ: أَنَّهُ يُسْتَحَبّ أَنْ يَنْفُض فِرَاشه قَبْل أَنْ يَدْخُل فِيهِ، لِئَلَّا يَكُون فِيهِ حَيَّة أَوْ عَقْرَب أَوْ غَيْرهمَا مِنْ الْمُؤْذِيَات، وَلْيَنْفُضْ وَيَدُهُ مَسْتُورَة بِطَرَفِ إِزَاره، لِئَلَّا يَحْصُل فِي يَده مَكْرُوه إِنْ كَانَ هُنَاكَ»
- الوضوء قبل النوم
- قراءة سورة الملك في كل ليلة لأنها السورة المنجية من عذاب القبر
- الاستنثار بعد القيام من النوم...عن ابي هريره رضي الله عنه قال: قال رسول الله صلى الله عليه وسلم:_إذا استيقظ أحدكم من منامه فتوضأ فليستنثر ثلاثا فإن الشيطان يبيت على خيشومه رواه البخاري
- سجود الشكر: كان النبي صلى الله عليه وسلم إذا اتاه امر يسره خر ساجدا
- قول بسم الله عند وضع الملابس

فالذي صح عن النبي صلى الله عليه وسلم هو قوله: ستر ما بين عورات بني آدم والجن إذا وضع أحدهم ثوبه أن يقول: بسم الله. رواه الطبراني في الأوسط من حديث أنس بن مالك، وحسنه المناوي وصححه الألباني.